# Ernst Hintzmann

Ernst Hintzmann

Ernst Hintzmann (* 23. Juni 1880 in Malchin; † 17. Januar 1951 in Bremen) war ein deutscher Konteradmiral sowie Bremer Politiker (DVP, DNVP).

## Biografie
Ernst Hintzmann wurde als Sohn des späteren Oberrealschuldirektors in Elberfeld Ernst Hintzmann (1853–1913) geboren. Er besuchte die Volksschule in Remscheid und die Gymnasien in Magdeburg und Elberfeld.

### Kaiserliche Marine
Am 7. April 1897 trat Hintzmann als Kadett in die Kaiserliche Marine ein und diente zunächst auf dem Schulschiff Stein sowie auf der Kreuzerkorvette Sophie. Er wurde 1898 Seekadett. 1899 erfolgte seine Ernennung zum Fähnrich zur See, 1900 zum Leutnant zur See und 1902 zum Oberleutnant zur See. In den folgenden Jahren bekleidete er wechselnde Kommandos, unter anderem auch im Ausland, bis er schließlich als Kapitänleutnant (seit 6. April 1907) bis 1913 verschiedene Torpedoboote und Torpedobooteinheiten kommandierte. Von 1908 bis 1910 belegte er an der Marineakademie den I. und II. Coetus. In dieser Zeit hatte er 1909 geheiratet. Nach erfolgreichem Akademieabschluss wurde er ab 1910 Referent im Torpedoversuchskommando. Von 1913 bis 1914 war er Navigationsoffizier auf dem Großlinienschiff Kaiser.
In den ersten beiden Jahren des Ersten Weltkriegs war er als Korvettenkapitän bis 1916 Erster Adjutant bei der Inspektion der Torpedowaffen. Während dieser Zeiten lernte er einige später bedeutsame Männer wie Ernst von Weizsäcker (1882–1951) und Gottfried Treviranus (1891–1971) kennen. Ab 1916 war er wieder als Navigationsoffizier auf den Großlinienschiffen Friedrich der Große und Baden und 1917 Stabsoffizier – zuletzt als Operationschef – beim Admiralstab beim Kommando der Hochseestreitkräfte eingesetzt. Im Anschluss an ein kurzes Zwischenspiel (1918–1919) als Marinedelegierter der deutschen Waffenstillstandskommission schied Hintzmann im Herbst 1919 als Fregattenkapitän aus der Marine aus. Er war in der Ausgestaltung des Waffenstillstandsvertrags neben Kapitän zur See Ernst Vanselow und Kapitänleutnant Louis Leisler Kiep an der Ausarbeitung des Artikel V. „Bestimmungen hinsichtlich der Seemachtverhandlungen“ am 15. Februar 1919 beteiligt.

### Politiker in Bremen
Ernst Hintzmann zog 1919 nach Bremen. Seine politische Heimat fand er hier in der Deutschen Volkspartei (DVP). Er übernahm das Amt des Wahlkreisgeschäftsführers seiner Partei in Bremen und vertrat die DVP von 1920 bis 1928 in der Bremer Bürgerschaft. Im Jahre 1925 wurde er Landesvorsitzender der DVP. Von 1925 bis 1927 arbeitete Hintzmann als Prokurist bei Kaffee Hag in Bremen, danach bis 1929 als Direktor der Weser-Zeitung. Ein Schwerpunkt seiner politischen Tätigkeit bildete das Engagement im Hindenburgbund, der Jugendorganisation der DVP. Im Mai 1928 wurde Hintzmann erstmals in den Reichstag gewählt, dem er – im September 1930 wiedergewählt – bis zum Juli 1932 als Vertreter des Wahlkreises 14 (Weser-Ems) angehörte. Zu dieser Zeit vollzog er einen politischen Ruck nach rechts: Er verließ die DVP und trat in die Deutschnationale Volkspartei (DNVP) über, für die er im November 1932 im alten Wahlkreis in den Reichstag zurückkehrte. Grund für den Bruch mit der DVP war die von Hintzmann als Richtungslosigkeit angesehene Politik der DVP. Nachdem er im März 1933 wiedergewählt worden war, gehörte er dem deutschen Parlament diesmal bis zum November 1933 an. Während seiner Abgeordnetenzeit stimmte er unter anderem für die Annahme des Ermächtigungsgesetzes im März 1933. In der DNVP widmete Hintzmann sich bis zu ihrer Auflösung vor allem dem Aufbau des Deutschen Jugendbundes.

### Kriegsmarine
Ab 1933 übernahm Ernst Hintzmann die Leitung des Bundes deutscher Marinevereine, der am 1. Mai 1934 als Nationalsozialistischer Deutscher Marinebund dem Reichskriegerbund angeschlossen wurde. Diese Tätigkeit übte Hintzmann bis 1941 aus. Am 1. Oktober 1937 wurde er als Kapitän zur See in der Kriegsmarine reaktiviert und war bis 1939 Wehrbeauftragter in den Niederlanden und Belgien. Anschließend wurde er an der deutschen Botschaft in den Niederlanden ab 1. Oktober 1939 als Marineattaché notifiziert. Mit Sonderauftrag zur Ergänzung des bestehenden Marineattachés Korvettenkapitän Kurz Besthorn (* 1900) ausgestattet, diente sein Einsatz der Vorbereitung des geplanten deutschen Überfalls auf Frankreich. Dieses Amt übte er bis zur deutschen Besetzung der Niederlande und dem Überschreiben der Grenze nach Frankreich aus. Anschließend rückte Hintzmann in den Posten des deutschen Wehrbeauftragten für Belgien und die Niederlande auf. Zum Februar 1943 wechselte er in die Verantwortung des Leiters im Oberwerftstab in den Niederlanden. Während dieser Zeit erhielt er 1938 den Charakter und 1944 das Patent als Konteradmiral. Am 31. Januar 1944 wurde er aus dem aktiven Wehrdienst entlassen und kehrte nach Berlin zurück, wo er von 1938 bis 1945 auch einen Wohnsitz hatte. Kurz vor Kriegsschluss wurde er in Berlin verhaftet und als Kriegsgefangener interniert.
Nach dem Krieg kehrte er 1946 krank nach Bremen zurück und lebte zurückgezogen in Lesum. Am 17. Januar 1951 verstarb Ernst Hintzmann in Bremen.

## Auszeichnungen
- Eisernes Kreuz (1914) II. und I. Klasse[7]
- Ritterkreuz des Königlichen Hausordens von Hohenzollern mit Schwertern[7]
- Roter Adlerorden IV. Klasse mit Krone[7]
- Mecklenburgisches Militärverdienstkreuz II. Klasse[7]

## Schriften
- Marine, Krieg und Umsturz. Der deutschen Flotte Werden, Wirken und Sterben, 1919.